# Довгополий Ярослав Миколайович
Ярослав Миколайович Довгополий (нар. 8 червня 1948, Інсбрук) — український перекладач і науковець.

## Біографічні дані
Ярослав Довгополий народився в Інсбруку, в сім'ї будівельника Миколи Довгополого (1923—2011) і швачки Антоніни Довгополої (1923—2005; до шлюбу Тимура). 1956 року батьки переїхали до Нідерландів, де оселилися в місті Венло (провінція Лімбург). У 1960-му вони репатріювали в Україну й оселилися в Тернополі. Ярослав проживав з ними й 1966 року закінчив Тернопільську СШ № 6. 1967 року він вступив на факультет іноземних мов Львівського університету (спеціальність — германська філологія), який закінчив у 1972-му. У 1972—1975 роках Ярослав Довгополий викладав німецьку мову у школі в Краковці. З 1975 по 1982 Довгополий працював викладачем німецької мови на кафедрі іноземних мов Львівського політехнічного інституту. У 1976—1980 роках Комісія Прокуратури Львівської області залучала Ярослава Довгополого як перекладача в розслідуванні злочинної діяльності нідерландського мільйонера Пітера Ментена під час Другої світової війни на території Львівської області.
У 1982—1985 роках він стаціонарно навчався в аспірантурі на нідерландському відділенні кафедри скандинавської філології Ленінградського державного університету імені А. А. Жданова (нині це Санкт-Петербурзький державний університет). У 1986 він став кандидатом філологічних наук, захистивши дисертаційну роботу «Лексикографічний аналіз тлумачного словника нідерландської мови Ван Дале». З 1988 по 2000 рік Ярослав Довгополий завідував кафедрою іноземних мов Львівського лісотехнічного інституту. 2000 року Ярослав Довгополий став членом Міжнародної асоціації нідерландистів. У 2000—2016 роках він обіймав посаду професора кафедри германістики Вармінсько-Мазурського університету в Ольштині. Вийшовши на пенсію, з 2016 року проживає у Львові.
У науковій роботі Ярослав Довгополий особливу увагу приділяє лексикографії та історії літератури. Перекладає з нідерландської мови українською. Таку діяльність він розпочав 1984 року, опублікувавши в журналі «Всесвіт» оповідання Годфріда Боманса «Портрети». До кінця 2017 року в його перекладацькому доробку налічувалося 22 публікації.
З 1972 року Ярослав Довгополий одружений із Тамарою Довгополою (* 1948, до шлюбу Чічанкіна), архітекторкою за освітою. У подружжя двоє дітей. Донька Наталія Тімм (Довгопола) (* 1972) викладає в педагогічному інституті міста Вайнгартен, що в землі Баден-Вюртемберг. Син Микола Довгополий (* 1977) — перекладач із німецької мови.

### Переклади
- Годфрід Боманс. «Портрети». — К.: Всесвіт № 11, 1984[1]
- Ерік Стінус. «У таку погоду». Поезії. Переклад із данської. — К: Всесвіт N6, 1985, с. 3 — 6.
- Міп Дікман. «Вітрильники Солоного Колодязі». — К.: Веселка, 1988
- Сімон Вестдейк. «Диявол і пустельник». — К.: Всесвіт № 8, 1989
- Віллем Фредерік Германс. «Подорож до Магнітогорська». — К.: Всесвіт № 3-4, 1992
- Одд Берецен. «Сумне життя та історія норвезького народу». Переклад з норвезької у співавторстві з Володимиром Карачинцевим. — К: Всесвіт N 8-9, 1996, с. 14 — 196
- Етьєн Фермеерс. «Очі панди». — Львів: Стрім, 2000
- Марі Дорна. «Мій дядько Рікардо». — К.: Всесвіт № 11-12, 2001
- Гаррі Муліш. «Процедура». — К.: Юніверс, 2002, 224 с.
- Рохір фан Аарде. «Щось краще за смерть». — К.: Всесвіт № 3-4, 2002
- Сейс Ноотебоом. «Поминальний день». — К.: Юніверс, 2002, 270 с.
- «Летючий голландець. Нідерландські саги і легенди». — К.: Юніверс, 2003, 256 с.
- «Антологія нідерландської прози» (разом з іншими перекладачами). — К.: Юніверс, 2005, 424 с.
- Гаррі Муліш. «Зіґфрід, або Чорна ідилія». — К.: Юніверс, 2006, 152 с.
- Белькампо. «Заморожений феєрверк». — Буча: Видавництво Жупанського, 2006, 200 с.
- Сейс Ноотебом. «Кружна дорога до Сантьяго». — Буча: Видавництво Жупанського, 2009, 344 с.
- Тойн де Фріс. «Рембрандт». — Буча: Видавництво Жупанського, 2010, 319 с.
- Ян Пауль Гінріхс. «Lemberg-Lwów-Львів. Фатальне місто». — Буча: Видавництво Жупанського, 2010, 144 с.
- Ян Пауль Гінріхс. «Міф Одеси». — К.: Дух і Літера, 2011, 182 с.
- Анні М. Г. Шмідт. «Ян і Янеке. Лялька-мотанка вирушає в подорож та інші оповідки». — Буча: Видавництво Жупанського, 2011, 126 с.
- Анні М. Г. Шмідт. «Ян і Янеке. Збирання квітів та інші оповідки». — Буча: Видавництво Жупанського, 2012, 126 с.
- Ганс Боланд. «Моя російська душа». — Буча: Видавництво Жупанського, 2015, 144 с.
- Ренс Бод. «Забуті науки. Історія гуманітарних наук». — Буча: Видавництво Жупанського, 2016, 376 с.
- Єлле Роймер. «Homo Urbanus — парадокс еволюції». — Буча: Видавництво Жупанського, 2017, 136 с.
- Стефан Гертманс. «Війна і скипидар». — К.: Основи, 2019, 292 с.
- «Звіт № 1262 від 20.06.1938 Центрального бюро роттердамської поліції у справі вбивства Є. Коновальця, скоєного в понеділок 23 травня 1938 року на обвідному каналі Коолсінґел в Роттердамі, можливо, особою, яка називає себе Валюх або Велмуд». — Бібліотека імені Олега Ольжича, 2019 рік
- Гюс Кейєр. «Книга всіх речей». — Львів: Урбіно, 2019. 152 с. ISBN 978-966-2647-60-0
- Теодорус фан дер Гейден. «Вдавай мертвого». — Х.: Фоліо, 2022. — 318 с. ISBN 978-617-551-081

### Наукові публікації
- Про десяте видання Великого словника нідерландської мови Ван Дале. В: «Мова та стиль науково-технічної літератури», Вісник ЛПІ, № 164, Львів 1982, ст. 23 ― 27.
- З історії нідерландської орфографії. В: «Мова та стиль науково-технічної літератури», Вісник ЛПІ, № 164, Львів 1984, ст. 16 — 23.
- З історії нідерландської лексикографії. В: «Іноземна філологія» № 76, Львів 1985, ст. 72 ―79.
- Робота на завершенням Словника нідерландської мови. В: «Іноземна філологія» № 81, Львів 1986, ст. 96 — 101.
- Лексикографический анализ толкового словаря нидерландского языка Ван Дале. Автореферат на соискание научной степени кандидата филологических наук, Ленинград 1986, 30 стр.
- Нідерландські запозичення в українській мові. В: «Іноземна філологія» № 101, Львів 1988, ст. 81 — 86.
- Про творчість норвезького письменника Одда Беренцена. В: «Всесвіт» N8-9, Київ 1996, ст. 41―43.
- Нідерландська література ХХ століття. В: «Нарис історії нідерландської літератури», Київський національний університет імені Т. Шевченка, «Юніверс», Київ 2002, стор.. 106 ―185.
- Передмова. В: Антології нідерландської прози, «Юніверс», Київ, 2003, стор. 5 ―12.
- Dieventalen van Amsterdam tot Moskou. In: Neerlandica Wratislaviensia XIV, Wydawnictwo Uniwersytetu Wrocławskiego, 2003, S.158-169.
- Semantisch-lexikalischer Wandel in Geheimsprachen. In: Пелевиниские чтения — 2003. Межвузовский сборник научных трудов, Издательство Калиниградского государственного университета, 2004, стр. 56-61.
- Niderlandzka Unia Językowa. W: Edukacja dla przyszłości, Wyższa Szkoła Finansów i Zarządzania w Białymstoku, Białystok, 2004, str. 100—104.
- Twee niet gepubliceerde vertalingen. In: Thesaurus polyglottus et flores quadrilingues, Festschrift für Stanisław Prędota zum 60.Geburtstag, Oficyna Wydawnicza ATUT, Wrosław, 2004, pp. 535—544.
- (у співавторстві): Linguistik. Eine Einführung für Germanistikstudenten. Wydawnictwo UWM, Olszyn, 2004, 160 str.
- Zapożyczenia niderlandzkie w rosyjskich żargonach i złodziejskim argot. W: Edukacja dla przyszłości, Wyższa Szkoła Finansów i Zarządzania w Białymstoku, Białystok, 2005, str. 93 ― 109.
- De aanduiding van sociolecten In woordenboeken. In: Neerlandica Wratislaviensia XV, Wydawnictwo Uniwersytetu Wrocławskiego, 2005, S. 84 — 97.
- Die soziale Differenzierung der Niederländischen Sprache. Wydawnictwo Uniwersytetu Warminsko-Mazurskiego w Olsztynie, 2006, 180 str.
- Этнофолизмы как прозвища с эмоционально-экспрессивной оценкой. В: Acta Neophilologica, VIII, 2006 49-57
- Zagadnenia językoznawstwa jako terapia w przypadku przemęczenia. Acta Neophilologica X, Olsztyn 2008, str. 91-102.
- Russisch Bargoens. In: Nicoline van der Sijs. Nederlandse woorden wereldwijd. Alfabetisch lexicon van Nederlandse uitleenwoorden, Sdu Uitgevers, Den Haag, 2010.
- Допетровские лексические заимствования из нидерландского языка. В: Acta Neophilologica , 2012, tom 1,№ XIV, Olsztyn, str. 19 — 3

### Публіцистика
- Анатомія одного злочину. В: «Всесвіт» N9-10, Київ 2000, ст. 183 ― 193.
- Українці на примусових роботах в Третьому Райху. В: «Всесвіт» N3 — 4, Київ 2001, ст. 127—130.
- Дві сторони капіталу: Карл Маркс і фірма Філіпс. В: «Всесвіт» 9 -10, Київ 2001, ст. 193—195.
- Доля піхтинських голлендрів. В: «Всесвіт» 3 — 4, Київ 2002.
- Місіонери смерті. В: «Всесвіт» 3 — 4, Київ 2002, ст. 10-15.
- Голландський «реформатор» України. ZaxidNet, 20 серпня, 2012.
- То не ті німці. ZaxidNet, 25 вересня, 2012.
- Пітер Ментен і львівські розстрільні списки. ZaxidNet, 6 грудня, 2012.
- Про вагу історичних досліджень: професор Крістіан Фредерік Рютер, ZaxidNet, 7 лютого, 2013.
- Як академік Лисенко і прокурор Антоненко Теодора Оберлендера звинувачували, ZaxidNet, 30 жовтня, 2012.